# Peter Preses

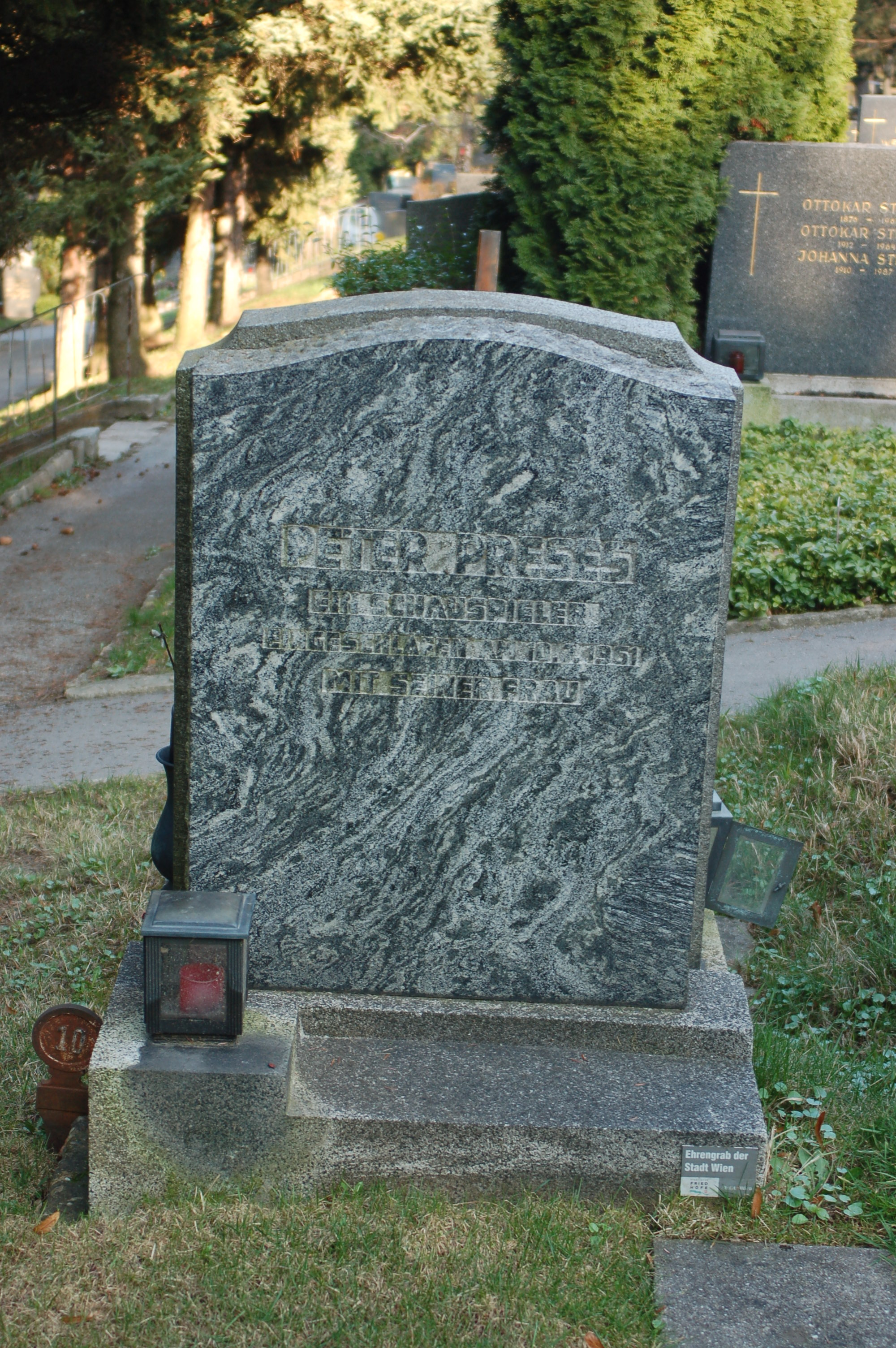
Grabmal von Peter Preses auf dem Neustifter Friedhof

Peter Preses (* 29. Oktober 1907 in Wien; † 10. Juli 1961 ebenda) war ein österreichischer Schauspieler, Theater-Regisseur und Schriftsteller. Am bekanntesten ist er als Ko-Autor des Theaterstücks Der Bockerer (zusammen mit Ulrich Becher), das Grundlage des gleichnamigen Films von Franz Antel, eines der größten österreichischen Filmerfolge der Nachkriegszeit, ist.

## Leben
Peter Preses begann seine Schauspielkarriere 1929 am Stadttheater Bielitz (Bielsko) in Polen, wo er ab 1933 auch als Regisseur arbeitete. 1934 wurde er in Wien an die (bereits mit dem Theater in der Josefstadt assoziierten) Kammerspiele engagiert, war ab 1936 auch an diversen Kleinkunstbühnen und Kabaretts tätig (z. B. „Literatur am Naschmarkt“, „ABC“) und trat ab 1937 auch am Theater an der Wien auf.
Nach dem sogenannten „Anschluss“ Österreichs gelang ihm Ende Juli / Anfang August 1938 die Flucht in die Schweiz, wo er in Zürich den Schriftsteller Friedrich Torberg wiedertraf und den Schriftsteller Ulrich Becher kennenlernte. Dort machten seine Anekdoten über einen (fiktiven) Wiener Fleischhauer namens „Herr Neidinger“ die Runde. Diese Figur wurde von Friedrich Torberg mit sechs Geschichten in der österreichischen Exilzeitschrift Die österreichische Post in die Literatur eingeführt.
1939 reiste Preses von Zürich weiter nach London, wo er an der österreichischen Exilbühne „Laterndl“ aktiv war. 1940 kam er in New York an (wo er als Schauspieler und Kabarettist tätig war), trat in die amerikanische Armee ein und leitete ab 1943 in Camp Carson, Colorado ein Theater für die dortigen Soldaten. Gemeinsam mit Friedrich Torberg wollte er aus dem „Herrn Neidinger“ ein abendfüllendes Stück machen, realisierte dieses dann aber (nach seiner Rückkehr nach New York 1945) ohne Torbergs Wissen zusammen mit Ulrich Becher. Aufgrund eines Rechtsstreits mit Torberg nannten Preses und Becher ihr 1946 in New York geschriebenes „dramatisches Possenspiel“ schließlich Der Bockerer (siehe auch den Abschnitt zur Entstehung von Der Bockerer).
Im Frühjahr 1947 kehrte Peter Preses nach Wien zurück, wo Der Bockerer im Frühjahr 1948 (nicht 1946!) im Druck erschien und am 2. Oktober 1948 im Neuen Theater an der Scala uraufgeführt wurde.
Bis zu seinem Tod wirkte und arbeitete Preses am Wiener Theater in der Josefstadt.
Preses' ehrenhalber gewidmete Grabstätte befindet sich auf dem Neustifter Friedhof in Wien (Gruppe 7, Reihe 11, Nummer 10).

## Filmografie
- 1946: Little Women
- 1948: Der himmlische Walzer
- 1949: Zweimal verliebt (Liebe Freundin)
- 1951: The Magic Face
- 1951: So ein Theater! (Gangsterpremiere)
- 1952: Ideale Frau gesucht
- 1952: Nicht die Zeit für Blumen (No Time for Flowers)
- 1953: Du bist die Welt für mich
- 1954: Der rote Prinz
- 1955: An der schönen blauen Donau
- 1955: Ich war ein häßliches Mädchen
- 1959: Der eingebildete Kranke
- 1959: Das Nachtlokal zum Silbermond
- 1960: Ich heiße Robert Guiscard
- 1960: Das Gespenst von Canterville

## Theaterstücke
- 1948 (Uraufführung): Der Bockerer (mit Ulrich Becher)
- 1958: Man ist nur zweimal jung
- 1960: Der Pfeifer von Wien oder Das Spiel vom lieben Augustin (mit Ulrich Becher)